# Sturmpistole

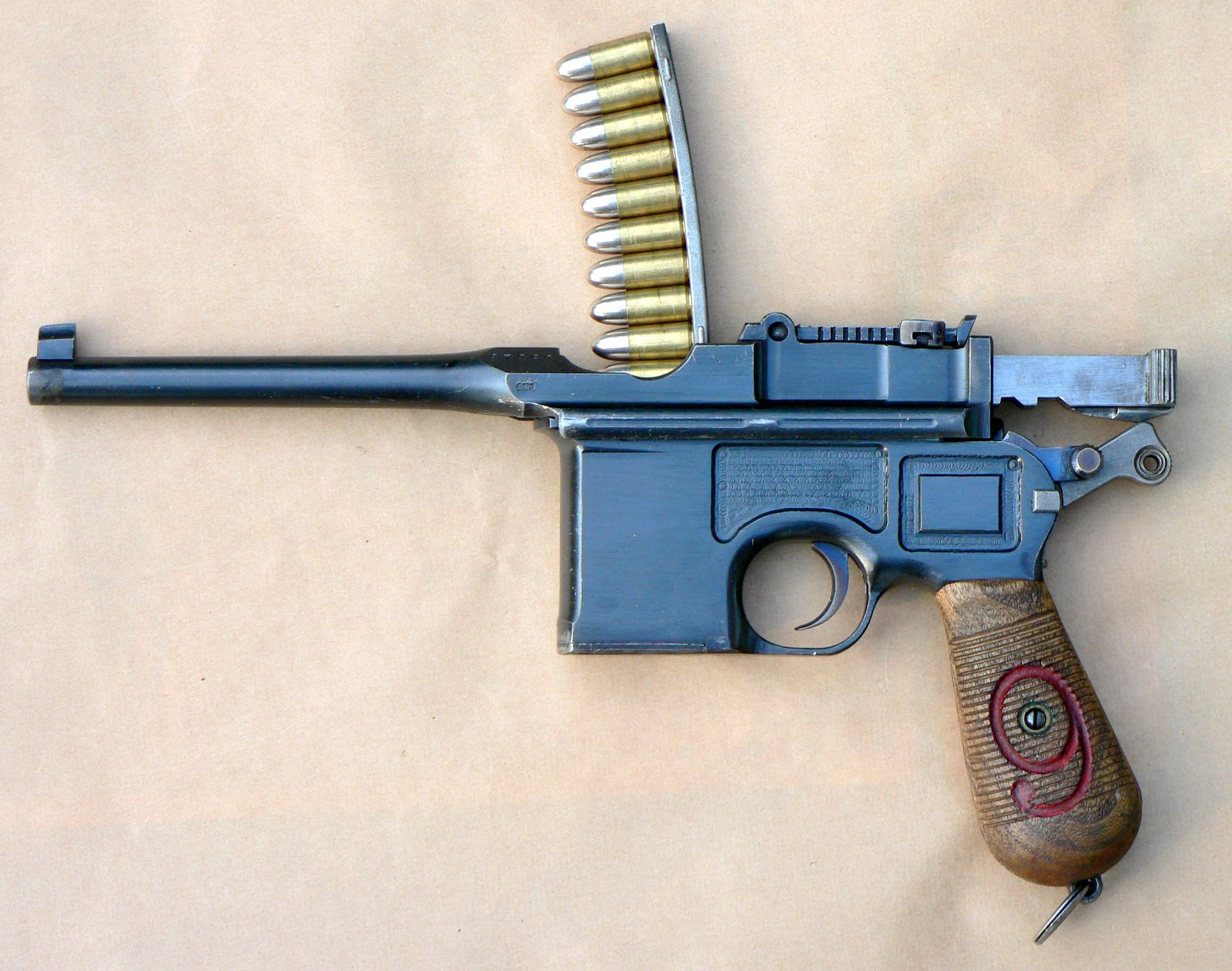
Mauser C96 M1916 im Kaliber 9 mm, mit Ladestreifen

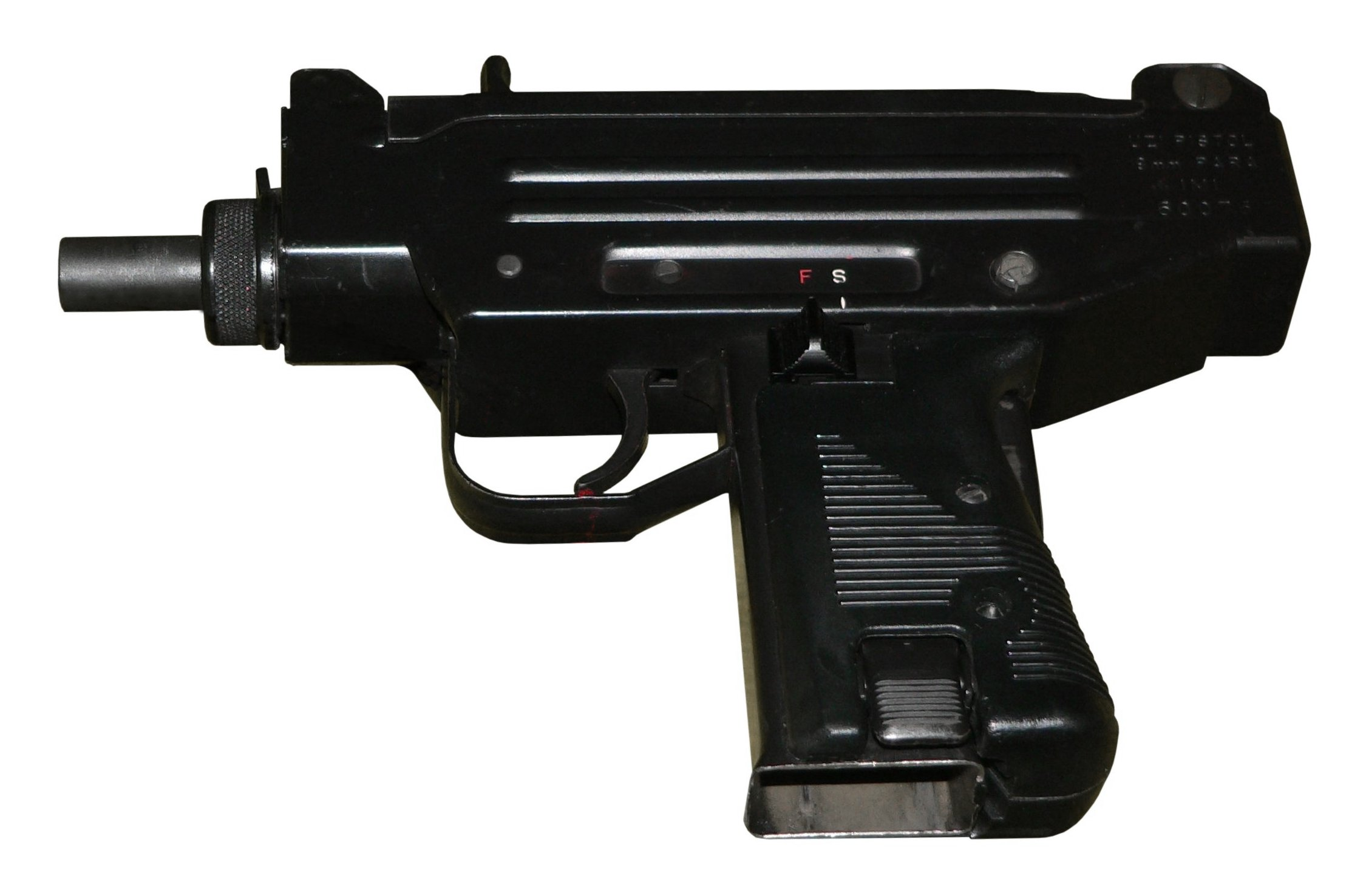
Uzi-Pistole

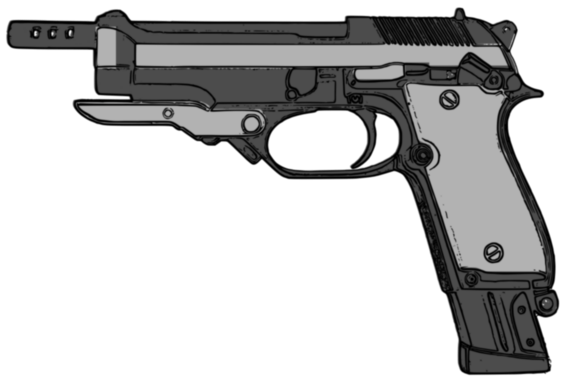
Beretta 93R

Der Begriff Sturmpistole umfasst eine für den Militär- oder Polizeieinsatz modifizierte oder abgeänderte bzw. (um)konstruierte spezielle Faustfeuerwaffe. Zu nennen sind beispielsweise:
- vollautomatische Pistolen auf Basis halbautomatischer Pistolen, oftmals mit Anschlagschaft versehen:
  - Mauser C96
  - Beretta 93R
- kleinere Maschinenpistolen im militärisch üblichen Kaliber 9 mm (o. ä.):
  - Mikro- und Mini-Uzi
  - MAC-10, MAC-11
- kleine Maschinenpistolen mit kleinem Kaliber, etwa dem Typ Skorpion (Maschinenpistole)

sowie
- für den Abschuss von Granaten vorgesehene Signalpistolen (Granatpistolen)
- zivile halbautomatische Pistolen mit großem Magazin und (oft) kleinem Kaliber, etwa vom Typ Calico M950 oder TEC-9

Von der automatischen Pistole zur vollautomatischen Variante war es, etwa zeitgleich zur Entwicklung der ersten Maschinenpistolen, nur ein kleiner Schritt. Im Gegensatz zur Pistole versprach sie mehr Feuerkraft sowie dank Anschlagschaft und Visier unter Umständen etwas mehr Zielgenauigkeit auf größere Entfernung, was wiederum durch die im Vergleich zum Gewehr schwache Patrone relativ zu sehen ist. Die kompakte Tragweise der Pistole ist teils gegeben, die Effektivität der Maschinenpistole betreffend Führigkeit, Schmutzresistenz und Herstellungskosten wird allerdings nicht erreicht.
Im Gegensatz zur Pistole und Maschinenpistole führen Sturmpistolen ein Nischendasein, ihre geringe Stückzahl ist nicht zuletzt durch die eingeschränkte Gebrauchsfähigkeit bedingt. Der Begriff umfasst funktionsdefiniert sowohl vollautomatische Pistolen (Reihenfeuerpistolen) als auch kleinere Maschinenpistolen. Versuche mit Granatpistolen blieben auch während Kriegszeiten ohne Erfolg und Verbreitung, die Gewehr- bzw. Karabinerform setzte sich hier durch. Manche zivile Waffen, in den Vereinigten Staaten zeitweise als Selbstverteidigungswaffen oder für Freizeit und Sport verkauft, können trotz halbautomatischer Funktion aufgrund der ansonsten weitgehend sinnlosen Bauform den Sturmpistolen zugeordnet werden.